# Loop-o-plane
De loop-o-plane is een attractietype uit de jaren 1920, en kan als voorganger beschouwd kan worden van het Looping Schip.

## Werking
De loop-o-plane bestaat uit twee overdekte schuitjes die plaats bieden aan maximaal 4 mensen. Deze schuitjes zijn bevestigd aan een arm, welke weer aan een paal vastzit. De armen zwaaien de schuitjes heen en weer, en laten de schuitjes ook 360 graden in de rondte draaien. De twee schuitjes draaien altijd in tegengestelde richting van elkaar. Er zijn ook latere versies van de loop-o-plane bekend die een capaciteit hebben van 8 mensen.

## Geschiedenis
De loop-o-plane is in de jaren 1920 in de Verenigde Staten ontwikkeld en bedacht door Lee Ulrich Eyerly. De machine was oorspronkelijk bedoeld voor piloten in opleiding, die hiermee konden ervaren hoe het was om verschillende krachten te voelen. Een pilotentraining werd eens getoond tijdens een publiek evenement, en al snel werd de loop-o-plane een (kermis)attractie. In 1935 vroeg Eyerlu patent aan op de machine. John Collins was de eerste die de loop-o-plane importeerde in Europa. Hij deed dat in 1937.
In de jaren veertig en de jaren vijftig verschenen ook steeds meer loop-o-planes in pretparken.
In de jaren zeventig vernieuwde veel ontwikkelaars het verouderde concept van de loop-o-plane. Dit zorgde voor een nieuwe golf van populariteit van deze attractie.
Tegenwoordig komen loop-o-planes niet vaak meer voor, noch in pretparken, noch op kermissen. Desalniettemin zijn er nog wel een paar attracties in omloop.

## Trivia
- Andere pilotenmachines van Eyerly werden later ook attracties: de roll-o-plane (of Dive Bomber), de fly-o-plane en de rock-o-plane.
- Loop-o-planes kregen bij het grotere publiek de bijnamen Hamers (Nederlands) of clogs.